# Acanthochitona mahensis
Acanthochitona mahensis är en blötdjursart som beskrevs av Winckworth 1927. Acanthochitona mahensis ingår i släktet Acanthochitona och familjen Acanthochitonidae.
Artens utbredningsområde är Indiska oceanen. Inga underarter finns listade i Catalogue of Life.